# St. Wenzeslaus (Wieseth)

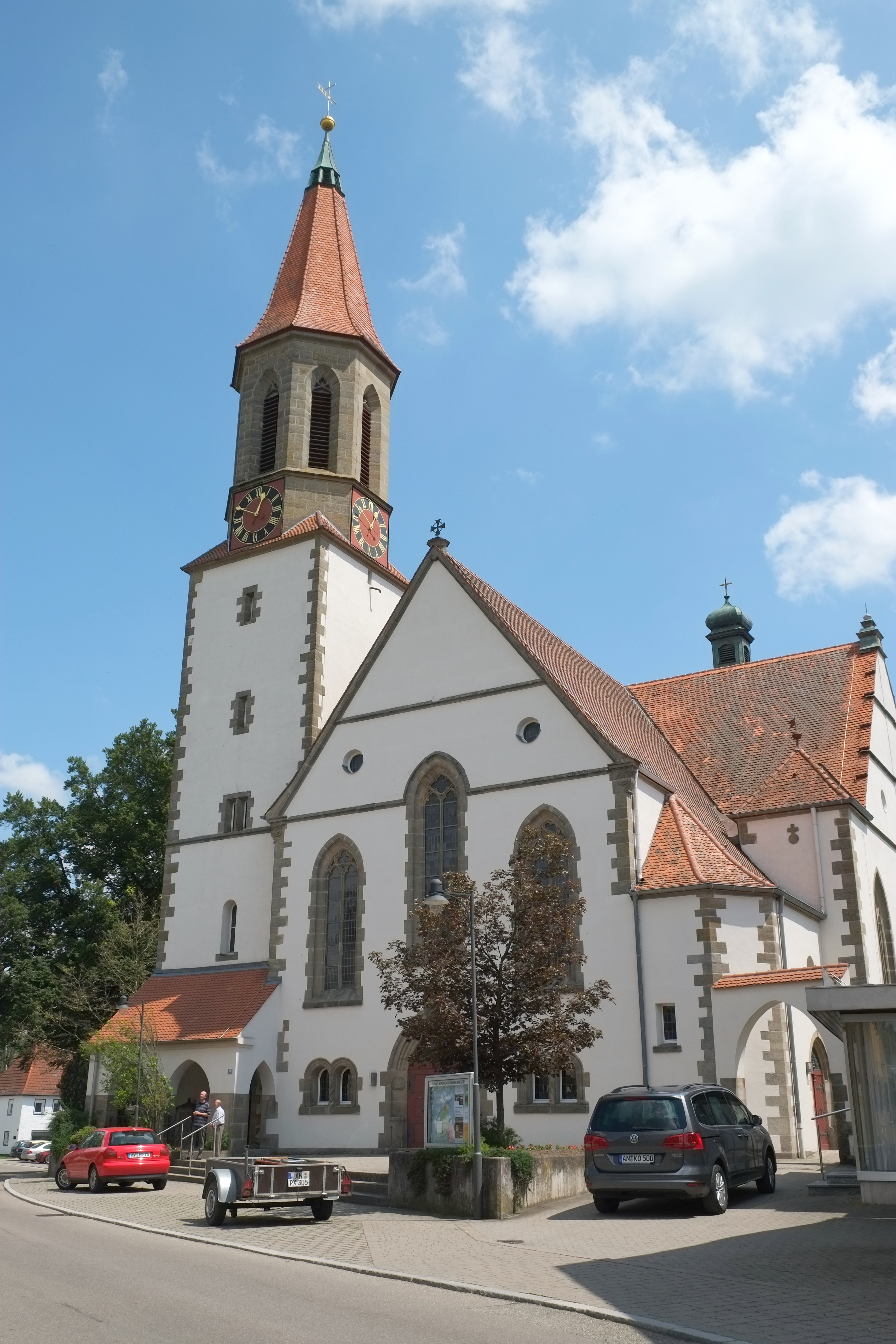
St. Wenzeslaus (Wieseth)

Die denkmalgeschützte, evangelisch-lutherische Pfarrkirche St. Wenzeslaus steht in Wieseth, einer Gemeinde im Landkreis Ansbach (Mittelfranken, Bayern). Die Kirche ist unter der Denkmalnummer D-5-71-223-2 als Baudenkmal in der Bayerischen Denkmalliste eingetragen. Die Kirchengemeinde gehört zum Dekanat Feuchtwangen im Kirchenkreis Ansbach-Würzburg der Evangelisch-Lutherischen Kirche in Bayern.

## Beschreibung
Die Kreuzkirche aus einem Langhaus und einem Querschiff im Wilhelminischen Stil wurde 1913/14 nach Plänen des Nürnberger Architekten Christian Ruck nach Westen an den spätmittelalterlichen Chorturm angebaut. In der Nordwestecke wurde ein Kirchturm auf quadratischem Grundriss errichtet, dessen achteckiger Aufsatz die Turmuhr und darüber hinter den Klangarkaden den Glockenstuhl beherbergt, und mit einem achtseitigen Knickhelm bekrönt wird. Von den ursprünglichen vier Kirchenglocken gibt es nur noch eine, die inzwischen im Chorturm hängt. Die restlichen mussten im 2. Weltkrieg abgegeben werden. Sie wurden zunächst durch Gussstahlglocken ersetzt und 1993 durch Bronzeglocken ausgetauscht. 
Von den Vorgängern wurde ein Teil der Kirchenausstattung übernommen, u. a. ein um 1500 entstandenes Relief an der Kanzel, die Bilder an den Brüstungen der Emporen, ein Kruzifix und eine hölzerne Statue des heiligen Otto, ferner ein Altarretabel von 1759 mit der Darstellung des Abendmahls. 
Die Orgel mit 22 Registern, zwei Manualen und einem Pedal wurde 1914 von G. F. Steinmeyer & Co. gebaut.